# 接地
接地（せっち、英語: earth, ground, grounding）あるいはアースとは、電気機器の筐体・電線路の中性点・電子機器の基準電位配線などを、電気伝導体で基準電位点に接続すること、またその基準電位点そのものを指す。本来は基準として大地を使用するため、この名称となっているが、基準として大地を使わない場合にも拡張して使用されている。接地は文字通り大地へ接続することであるが、電子基板のシャーシアースなどは実際には接地していない。

## 概要
接地には以下に示すように、目的の異なる複数の接地があり、その重要性や求められる性能も様々である。

### 保護接地
1897年10月6日、神田区錦町の牛肉店「ゑち勝」で15歳の雇女が電灯線に触れて感電死した。変圧器が風雨で劣化し高圧側（2000V）と低圧側が混触したためだった。その後この種の事故事例は東京以外でも多く発生するようになった。それにより混触による高電圧の発生防止のため低圧側を接地することになった。これが電気保安用接地工事の嚆矢、1911年制定の『電気工事規程』で、変圧器の高圧側と低圧側の混触による感電事故防止のための低圧側接地用に「第二種地線工事」が初めて定められた。ちなみに「第一種地線工事」は機器筐体の接地用であった。
電気機器などが金属の筐体に収納されている場合、故障などによる地絡で筐体が大地に対して電位を持つと、人が触って感電し火傷を負ったり死亡したり、また漏洩電流による発熱で火災の原因となる可能性がある。これを防ぐために、これらの機器や設備を大地に接続してその電位と大地の電位との差を十分に小さく（理想的には 0 ボルト）する必要がある。
したがって接地工事の目的を以下のようにまとめることができる。
- 漏電による感電の防止、火災の防止
- 変圧器内部混触によって低圧電路に高電圧電流が侵入するのを抑制するため

### 機能接地
非線形負荷（コンピューター、制御回路などAC-DC、DC-DC電源を内蔵する機器、トライアック、サイリスタ、PWM制御やインバーター制御など、パワー半導体により大電流が高速でスイッチング制御される機器）は、高調波を含むEMIと呼ばれる電磁波を盛大に放出することが知られている。
回路や線路から放出された電磁波は、金属フレーム、金属シャーシなどに誘導すると、そのエネルギーは電荷として残留（帯電）することがある。帯電したエネルギーは、なんらかのきっかけ（電源スイッチの開閉など）で瞬間的に放電すると、機器が誤動作（例えば、勝手にコンピューターが再起動したり、制御できず最大出力が連続したり、OFFしている機器が勝手に動き出したり、突然出力が半減するなど）することがある。また、放電規模によっては絶縁破壊を伴う大きなトラブルが発生する。これは素子の破壊や接点の焼損をもたらすが、最悪の場合、電気火災を引き起こすことがある。また、帯電している金属部に人体が触れることで感電するケースもある。尚、この放電によるトラブルはナノ秒からマイクロ秒でと極めて短時間で発生する為、漏電遮断器、過電流遮断器、ヒューズ、専用設計の安全回路など、安全を守るための各機構は通常動作しない。
その負荷線路から漏れ出た電荷を帯電しないように、アース電流（リーク電流）として大地へ戻す為の制御されたリターンパスを機能接地と呼ぶ。
電磁シールドや静電シールドといった装置内部にある遮蔽は、接地された筐体にボンディング（接続）される必要がある。筐体が十分に大きければ自然放電も可能だが、基本的に接地をしていない孤立導体は帯電状態が長期間続くことがあるからである。医療機器では上述の対策が特に重要となる。
制御回路は通常3Vから24Vまでの直流電圧で動作するが、安定して動作をさせるには基準電位である 0ボルトが必要である。機能接地することによりこの基準電位を得ることができる。単相機器の中性線（ニュートラル）は負荷電流のリターンパスであるが、同時に高調波及びコイルやコンデンサに残留する電荷のリターンパスにもなっており一種の機能接地として働いている一面がある。直流制御回路の機能接地をAC100Vの接地側であるニュートラルに接続するように回路を設計する者も存在する。ただしこの場合、活線とニュートラルが入れ替わってしまう可能性がある日本の無極性プラグでは成立が難しい。
尚、保護接地を必要としないクラスⅡの2重絶縁機器でもEMI対策の為に機能接地が必要となるケースがある。現代の電気機器設計において、これらEMC対策は避けられないものになっている。
- 一部のアンテナ、つまり接地型アンテナでは、大地が高周波的に鏡のように働くことを利用して、エレメント（アンテナを構成する素子）の一部を大地を用いることによって省略する。この時に接地が必要となる。
- 電気防食などの大地を回路の一部とする設備がある。
- コンピュータなどの電子機器においては、デジタル回路において0と1の信号を電気信号によってやりとりする。その信号を0とみなすか1とみなすかの電圧の境目（しきい値）は個々の製品、あるいは規格によって異なるほか、それぞれの機器で電圧（=電位差）を判定する際に、基準となる電位が不定であると、信号の送信元機器と受信側機器とで異なる値として解釈されるおそれがある。そのため、それぞれの機器を共通の安定した基準電位点に接続することで、デジタル信号の安定的な通信を可能にしている。

### その他の接地
以上の他に、高圧または特別高圧電気設備自主点検時の電気保安操作に伴う仮設の作業用接地、また静電気防止接地、雷保護接地がある。また、制御回路・通信回路ではシグナルグラウンド、フレームグラウンド、パワーグラウンド、デジタルグラウンド、アナロググラウンドなどがあり、できるだけ相互に干渉しないように設計されている。

## 一般家庭で使用される電気機器の接地
一般家庭で使用される、特に水回りの電気機器は、人がよく接触するため、漏電などによる感電防止のために人体保護用の接地電線を取り付ける必要がある。接地電線の被覆は緑色に黄色の細線が入ったものと、黄色に緑色の細線が入ったものとがある。配線用差込接続器（コンセント）に接地電極がない場合は新たに設置するか、地中のアース棒に直接接続する。
水や汗で濡れた人体は非常に感電し易い状態にあるため、機器の劣化や故障による僅かな漏れ電流であっても人体に流さないようにする目的で、濡れた手で操作する若しくは濡れた体が接触する可能性がある機器はアース接続が強く求められる。
乾燥した皮膚は交流100 V程度の電圧ではあまり電流を流さない程度の抵抗値を持っているが、水に濡れると途端に抵抗値が低下し、電流が流れ出すため危険である。たとえ濡れていなくとも、大きな電圧がかかれば電流は流れやすくなり、感電の危険性は高まる。感電経路にもよるが、床や壁が濡れていたり、導電性の高い粉末等が付着していれば、さらに大きな電流が流れやすい。

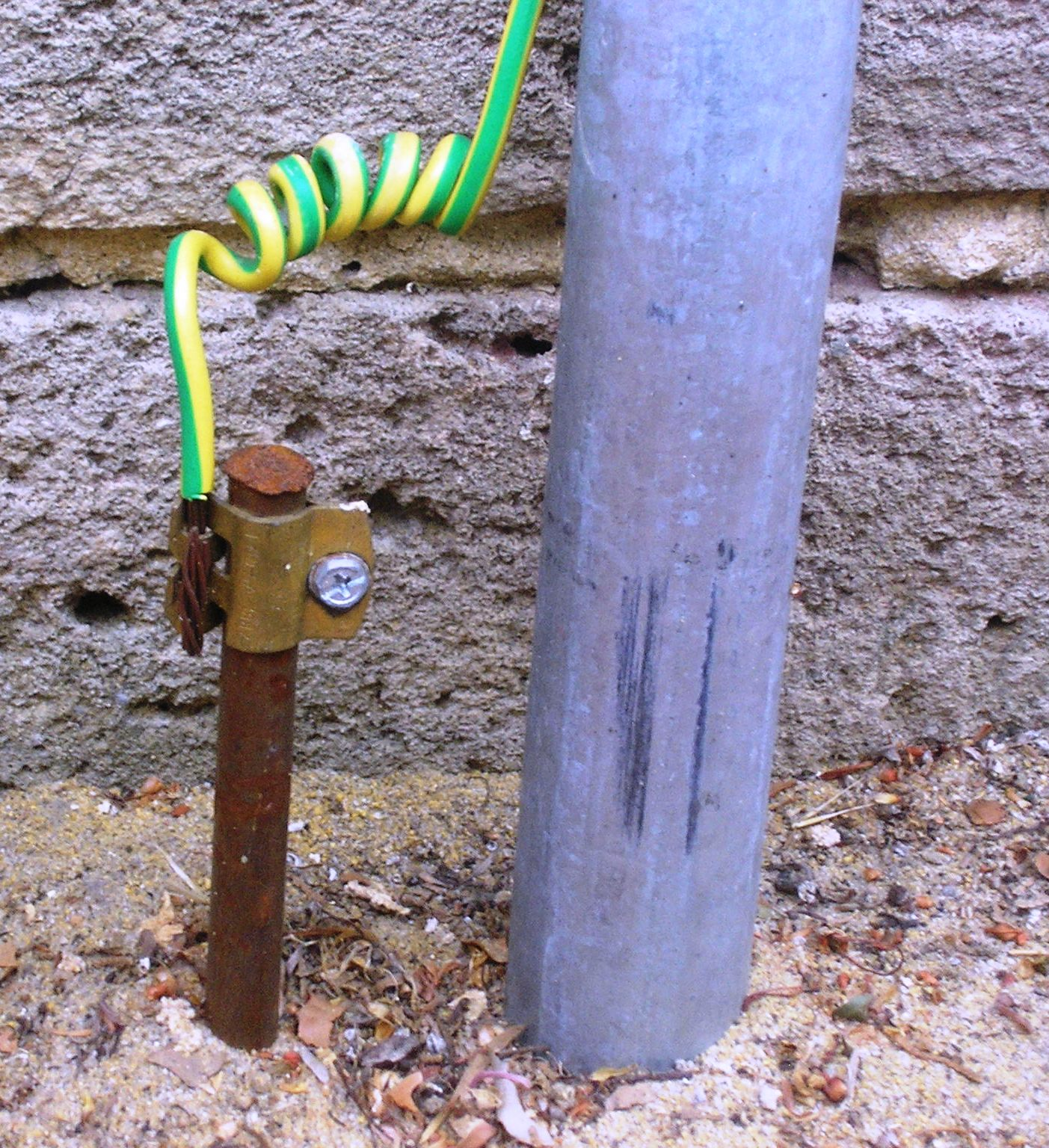
アース棒（ただし本来は棒を地面の中に全て埋めるのが正しい施工である）

地面にアース棒を打ち込む方法が一般的である。住宅用のアース棒はホームセンターなどで販売されている。日本では鉄芯を銅で被覆した棒が使用されるが、ステンレス製なども存在する。銅は抵抗値が低く、鉄などと比べると強い酸化被膜を作りやすい上にイオン化もしにくいため、錆（腐食）が進行しにくい耐候性のある金属といえる。しかし錆が進行すると抵抗値が増加していきアース性能が低下するため定期的なメンテナンスが必要である。
土壌は保水性の良い物ほどアースの性能が高まるが、逆にアース棒の錆を促進する。アース棒は長いほど良い。地表から深いほど水分が存在する確率が高まるためである。水分と接する確率を上げるため、複数のアース棒を距離を離して設置しアース線で連結する方法が用いられる。電圧を地表に出さないために、アース棒と地表に露出している鉄柱は1m以上離さなければならない。アース棒とアース線の接続は、水分による電解腐食を防ぐために溶接される事が多い。
昔の水道管には導体である鉛管が使われていたため、幹線が地中に埋まっていることを利用して蛇口へ洗濯機などのアース線を接続することがよく行われていた。しかし、現在の住宅工事などで使用される水道管は室内の露出部分が金属でも、その造営材内部の給水管路の材質が不導体である架橋ポリエチレン製になっているため、水道管にはアースとしての機能はない。『電気設備の技術基準の解釈』第18条・第19条にあった「金属製水道管を利用した接地工事」の規定についても平成25年5月20日付改正で削除された。また、金属管であるからといってアースを水道管に接続すると、その漏洩電流により配管の腐食（電蝕）を誘発する可能性があるので危険である。同じ目的のためには、適切に施工された接地ターミナル付のコンセントにアース線を接続するとよい。
築年数を経た住宅では、末端ガス栓の取り付けられている鋼管のガス管に接続することは引火・爆発事故のおそれがあり非常に危険であるため、行ってはならない。またモルタル外壁内部のラスに接地線を接続することは、火災を引き起こす可能性があるので絶対にしてはならない。
洗濯機やエアコンを購入すると、付属品としてアース線が同梱されていることがある。戸建住宅で地面がある場合、別売りのアース棒を地面にハンマーで打ち込み、アース棒から出ているリード線を家電機器のアース端子に接続する。この場合、洗濯機やエアコンの室外機など、機器毎に別々の接地が行われる多点接地となり、誘導雷サージなどの影響を受けやすく機器が故障する可能性が高まる。そのため、近年では分電盤で家中の接地線をまとめて一点接地を行う事が推奨されている。
- 洗濯機、衣類乾燥機
- 冷蔵庫、食器洗い機、IHクッキングヒーター
- 井戸水汲み上げ用電動ポンプ、深夜電力用ボイラー、温水洗浄便座
- 電子レンジ - 高周波電流の漏電による感電防止
- エア・コンディショナー - 結露や雨による漏電/感電防止、ノイズフィルターによるインバーターのノイズ防止、ノイズフィルターのコンデンサによる感電防止
- 熱帯魚水槽の送気ポンプ、還流ポンプ
- パソコンなどのスイッチング電源を使用した機器 - ノイズフィルターによるノイズ防止、ノイズフィルターのコンデンサによる感電防止

## 接地の方式
- 等電位接地 : 接地幹線の施工方法
- 中性点接地方式
- 医用接地

## 接地工事の種類
| 工事種類         | 接地抵抗値    | 接地線太さ     | 機器電圧レベル                                                                                   |
| ---------------- | ------------- | -------------- | ------------------------------------------------------------------------------------------------ |
| A種（第1種）     | 10オーム以下  | 直径2.6 mm以上 | 高圧または特別高圧機器の金属架台および金属ケース                                                 |
| B種（第2種）     | 計算値        | 直径4.0 mm以上 | 高圧または特別高圧電路と低圧電路の結合用変圧器の低圧側中性点（中性点なき場合は低圧側1端子）      |
| D種（第3種）     | 100オーム以下 | 直径1.6 mm以上 | 低圧機器の金属架台および金属ケース（300ボルト以下、直流電路および150ボルト以下の交流電路に設置） |
| C種（特別第3種） | 10オーム以下  | 直径1.6 mm以上 | 低圧機器の金属架台および金属ケース（300ボルト超え）                                              |

1. ↑  電気設備の技術基準の解釈 第17条 に規定される。
2. ↑  150÷変圧器高圧、または特別高圧の電路の一線地絡電流I（高低圧の混蝕で2秒以内に自動遮断可能な場合は300÷I）。
3. 1 2  低圧電路で電流動作形で定格感度電流100ミリアンペア以下、動作時間0.5秒以内の漏電遮断器を施設するなら500オーム以下で可。

## 接地の施工方法
一般的な電気工事の場合、その施工箇所の土質により得られる接地抵抗が異なるため、必要に応じて銅棒、銅板を土中に埋めてアース線を接続する。岩盤などの接地抵抗が特に得られない土質においては、ボーリングを行うこともある。一般的には接地抵抗計を用いて抵抗測定を行う。

## 中性線と保護接地導体の関係
- 中性線(N) : 大地と同電位の電源配線のうち、三相交流の負荷が平衡なときに電流が流れないもの。非接地式が多い。
- 保護接地導体(PE) : 機器の筐体と接続され、筐体を大地と同電位にしたり、地絡電流を流すために使用されるもの。

### TN
中性線と、保護接地導体が最終的に一つの基準電位点で大地に接続されるものである。中性線・保護接地導体が同一電位となるため、雷サージやその他のノイズによる障害が少ない。
ヨーロッパやアメリカの低圧配電線路で一般に用いられており、日本では使用されない。
- TN-C : 中性線と保護導体とを共用する。
- TN-C-S : 中性線と保護導体とを部分的に共用する。
- TN-S : 中性線と保護導体を分離する。

### TT
保護接地導体と中性線とが別の基準電位点に接続されているもの。雷サージやその他のノイズにより中性点と保護接地導体の電位差が大きくなると、機器の破損・異常動作を起こすことがある。
日本の低圧配電線路で一般に用いられている。

### IT
どの電源配線も接地されていないもの。1本の電源配線に異常が起きただけでは重大事故にならない。
- 制御用など、特に信頼性の要求される電源
- 人体に直接接する医療用器具の電源
- 水中の照明・電熱用の電源

## 機能接地（電子機器・空中線）
信号用グランド
電子回路を動作させる上での基準となる電位のこと。回路を安定に動作させるためには、信号用グランドのインピーダンスが十分に低くなるように設計する必要がある。
シールドケース・シールドケーブル・ノイズフィルタ
コンピュータ・通信機器などのIT機器において、電磁環境両立性を考慮して、外来のノイズに強く、外部へノイズを放射しないために使用される。
電気防食用電極

アンテナ用接地
大地の表面が概ね等電位面であることを利用して、接地型アンテナ(別名：マルコーニアンテナ）ではアンテナの構成要素の一部として大地を利用する。たとえば 1/4 波長の垂直アンテナでは、給電線の一方を大地に垂直な 1/4 波長の導線に接続し、もう一方を大地に接続（接地）すると、地上に垂直に立てた 1/4 波長の導線が、大地が鏡であるかのように反射して、1/2 波長の垂直ダイポール・アンテナ（別名：ヘルツアンテナ）であるかのように動作する。これは大地表面が等電位面であるからである。実際には、接地抵抗を十分に低くできない場合、大地を等電位面として使用する接地型アンテナの能率は落ちる。
大きな導体の板などで等電位面を形成できれば、給電線の片方を大地ではなく大きな導体の板に接続しても、接地型アンテナとして動作する。たとえばグラウンド・プレーン・アンテナでは、ラジアルが等電位面を形成する。このアンテナは、給電線の片方を大地ではなくラジアルに接続しているが、接地型アンテナと同じように働く。
等電位面として大地を利用した接地型アンテナの地上高は 0メートルであるが、ラジアルなど人工的に作った等電位面を利用した接地型アンテナは、タワー，建物などを利用して、地上から高い場所に設置することができる。このため、大地を利用したアンテナに比べ見通し距離が伸び、直接波での通信距離を伸ばすことができる。
本当の大地を使った接地は、接続線の長さが波長に比べて十分短い必要があるため、概ね10MHz以下の周波数のアンテナに適用するのが現実的である。それ以上の周波数では、ラジアルまたは移動局であれば移動体の金属ボディを大地とみなすことができ、その代用として働く。
カウンターポイズ
凍結地上，氷上など直流的に接地するのが難しい場合に、地上より離して設けた電線と大地との間にコンデンサを形成し交流的（高周波的）に接地するものであり、直流又は商用交流の電撃防止の目的では使えない。その波長においてコンデンサのリアクタンスが無視できる値（またはそのリアクタンスをインダクタンスによって中和できるの）であれば、垂直偏波でよいときだけ垂直設置のダイポールアンテナ（別名：ヘルツアンテナ）の片極として使うことができる。
筐体接地
フレーム接地のこと。単純に「アース」と呼ばれる場合もある。一般的には筐体を大地に接続することを指す。しかし、俗に筐体内部の回路をプリント基板のアース電極または筐体に接続すること（筐体とは接続されていないこともある）を指すこともあるので、混同しないように注意が必要である。
自動車においても性能の向上を目的としたチューニングの一つとして、接地線を取り付けたり、取り替えたりするアーシングがある。
電力保安用接地
漏電した場合における利用者の感電の防止、地絡事故時の保護装置の確実な動作，誘導雷の侵入軽減などのために使用される。

## 雷保護接地
2010年現在、JIS A 4201・JIS Z 9290-4などに規定されている。
- 避雷器 : 雷サージなどの異常な高電圧印加時に低抵抗になり機器の保護を行う。
- 避雷針 : 建物の内部を保護するため、避雷針に落雷させ、雷撃による電流を直に大地に流す。

## 静電気防止接地
- 液体・気体・粉体の危険物の輸送用配管・搬送体，絶縁物の接触する機器: 静電気火花による引火・製品へのピンホール発生の防止。
- 導電マット・リストストラップ : 静電気に弱い電子機器または電子部品を取り扱う場合に、人体，取り扱い用の器具などの静電気を逃がし，破壊を予防する。

## 注・出典
1. ↑  「●電燈線に觸れ即死したる後聞（こうぶん）　　前號の欄外に神田區錦町二丁目三番地牛肉店ゑち勝の雇女（やといおんな）お花（十五）電燈線に触れて即死せしことを掲げしが此のお花といふㇵ主人山下萬吉（前號刑部伊三郎ㇵ誤り）の女房お繁（しげ）の血縁にて横濱市石川町一丁目三十五番地生形（おゐがた）庄吉の長女なり昨年の二月中普通の雇女同様の約束にて同家に來り頗る實直に立働くに太く（いたく）く主人夫婦の氣に適り（いり）居りしが一昨日午後五時二十分頃電燈を點（てん）せんとして同家の店頭（みせさき）にある十六燭の電燈線へ手を觸れたるに如何にしけん食指（ひとさしゆび）及び中高指（なかゆび）が電燈線に附着して離れず遂に肉剝け骨現れ其場に倒れたるまゝ即死せるなりといふ」（1897年10月8日『東京朝日新聞』第4054号 p.5 最下段）。
2. ↑  『コードに觸れて變死を遂ぐ』（電氣之友 第七十五号、明治三十年十月十五日、五百七十八頁下段） 店名表記は「江知勝」となっていて、新聞記事にはない原因究明なども書かれており興味深い。（ ウィキソースには、この記事の原文があります。）
3. ↑  小林勲『第二種接地工事』（社団法人日本電設工業協会発行 『電気設備 設計データ・計算の基礎』 25. p.102-103）。このページには上記『電氣の友』の文が収録されており、事件の日付が誤植で「10月1日」となっている。
4. ↑  電氣工事規程（明治四十四年九月五日 逓信省令第26号）第二十八條に「地線工事ハ左ノ二種トス」とあり、「第一種地線工事」と「第二種地線工事」の2種類が定められていた。
5. ↑  高橋健彦「日本における感電保護の現状と課題」『建築設備工学研究所報』第30巻、建築設備工学研究所、25-36頁、ISSN 0386-6920、NAID 120006024744。
6. ↑  電気設備に関する技術基準を定める省令第十条に「電気設備の必要な箇所には、異常時の電位上昇、高電圧の侵入等による感電、火災その他人体に危害を及ぼし、又は物件への損傷を与えるおそれがないよう、接地その他の適切な措置を講じなければならない」とある。
7. ↑  信頼性の高い電子機器の設計に関する研究
8. ↑  https://www.astrodynetdi.com/blog/functional-ground-and-protection-classes-in-power-supplies
9. ↑  https://www.techno-kitagawa.com/techinfo/tech/emc.html
10. ↑  https://www.kptc.jp/mtc/wp-content/uploads/2020_11-17.pdf
11. ↑  電気事業法 第42条 により定められた保安規程に基づき実施する点検。
12. ↑  https://engineer-climb.com/ground-basic/
13. 1 2  接地抵抗の測定など専門的な技術を要するため、住宅などにおける接地工事は電気工事士でなければ行ってはならない。（電気工事士法施行規則 第2条第1項第1号ル、第2項第1号ロ）
14. ↑  新潟大火 (1955年)では、ラスへの漏電で発熱・発火したとされているが、当時は技術基準の規定がなかったため施工者は無罪を主張したが、認められず施工不良による失火として厳しく処罰された。（新潟大火失火被疑事件：技術者は、規則がなくても事故の可能性を検討すべきという教訓になった）現在では『電気設備の技術基準の解釈』第145条【メタルラス張り等の木造造営物における施設】が制定されている。